# L'ultima infedeltà
L'ultima infedeltà è un singolo del cantautore italiano Rkomi, pubblicato il 15 maggio 2025 come terzo estratto dal quarto album in studio Decrescendo.

## Descrizione
Il brano, scritto dallo stesso rapper, è prodotto da Roberto Lamanna, in arte Robert Ner, e ha segnato un cambio di tono rispetto ai lavori precedenti: è diretto, personale e privo di filtri. Nel testo l'artista affronta temi legati alla fine di un ciclo, alle responsabilità personali e a una maggiore consapevolezza di sé. Il brano anticipa un possibile momento di pausa o cambiamento, e si inserisce in un progetto più maturo e coeso, in cui l'artista rivede il proprio percorso artistico e umano.

## Video musicale
Il video musicale, pubblicato in concomitanza all'uscita del brano attraverso il canale YouTube del rapper, è stato girato in bianco e nero e ha adottato un'estetica minimale, concentrandosi interamente sulla figura di Rkomi e sul significato del testo, svelando in conclusione la lista tracce e le collaborazioni dell'album di provenienza Decrescendo, uscito il 23 maggio 2025.

## Tracce
Testi di Mirko Manuele Martorana, musiche di Riccardo Zangirolami e Roberto Lamanna.
1. L'ultima infedeltà – 2:41

## Classifiche
| Classifica (2025) | Posizione massima |
| ----------------- | ----------------- |
| Italia            | 96                |